# I. István Uroš szerb király
I. István Uroš vagy Nagy Uroš (szerbül: Стефан Урош), (1223 – 1277. május 1.) szerb király 1243-tól 1276-ig.
II. István harmadik fiaként született. Trónralépte után először is kiűzte a tatárokat országából. 1253-ban a szövetséges Ragusa és a bolgárok ellen harcolt, ám győzött, így a büszke Ragusa évi 2000 arany adó fizetésére kényszerült. Mikor Mihály bolgár császárt megölték 1257-ben, István bevonult Bulgáriába és II. Kálmán megöletése után saját öccsét, Konstantint ültette a bolgár trónra. István IV. Béla magyar királyt támogatta a II. Ottokár cseh király elleni háborúban és 1261-ben a bécsi békekötésnél jelen is volt: ekkor házasította össze fiát, István Dragutint, a későbbi V. István magyar király leányával, Katalinnal és megígérte, hogy nekik engedi át a szerb trónt. Mikor ezt az ígéretét teljesíteni vonakodott, fia fellázadt ellene és Istvánnak Humba kellett menekülnie, majd kolostorba lépett, ahol 1277-ben meg is halt.
István bányákat nyitott, pénzt veretett és megpróbálta alárendelni az egyházat az államhatalomnak. Az oklevelekben szászokként ("saxones") emlegetett német bányászokat telepített le országában (akik némely nézet szerint a mai keletnémet és cseh területekről származtak, más nézet szerint Erdélyből), akik jelentős településeket alapítottak vagy már meglévőket tettek virágzó bányásztelepülésekké. (A legfontosabbak: Brskovo, Čačak, Trepča, Kosovska Mitrovica, Rogozno, Novo Brdo, Srebrenica, Rudnik, Plana, Brvenik, Kratovo). Tevékenységük annyira tipikus és jelentős volt, hogy a középkorban "sasi" (= szászok) névvel emlegették a bányászokat a Balkánon, immáron nemzetiségtől függetlenül is. <ref>Balduin Saria: Der mittelalterliche sächsische Bergbau auf dem Balkan. In: Ostdeutsche Wissenschaft [München] 9 (1962), 131-150. o.<ref>

## Gyermekei
- Feleségétől, Ilona (1236 körül–1314) úrnőtől okiratilag három gyermeke ismert:
  - István Dragutin (1253 előtt–1316), IV. István Dragutin néven szerb király, felesége Árpád-házi Katalin magyar királyi hercegnő, 3 gyermek
  - Uroš István Milutin (1253–1321), II. Uroš István Milutin néven szerb király, 4 feleség és négy gyermek  házasságaiból, ill. ágyasaitól
  - Brnča (Brnjača), férje György zsupán, 1269-ben IV. Béla magyar király fogságában[5][6]